# سه کله‌پوک (فیلم ۲۰۱۲)
سه کله‌پوک (به انگلیسی: The Three Stooges) فیلمی کمدی محصول سال ۲۰۱۲ آمریکا به کارگردانی برادران فارلی است. در این فیلم بازیگرانی همچون شان هایس، ویل ساسو، کریس دیامانتوپولوس، سوفیا ورگارا، کریگ برکو، جین لینچ، لری دیوید، کیت آپتن، استیون کالینز و جنیفر هادسون ایفای نقش کرده‌اند.